# Stoutenburg
Stoutenburg is een dorp met 355 inwoners (2021) in de Nederlandse provincie Utrecht.  
Tussen 1798 en 1969 was Stoutenburg een zelfstandige gemeente, die ook Achterveld omvatte. Tussen 1812 en 1818 behoorde Stoutenburg kortstondig tot het Gelderse Hoevelaken. Pas later ontwikkelde zich rond de driesprong Hessenweg/Horsterweg een buurtschap met de naam Stoutenburg. Het gemeentehuis van de gemeente Stoutenburg bevond zich aanvankelijk in Musschendorp en later in Hamersveld, dat zelf tot de gemeente Leusden behoorde. 

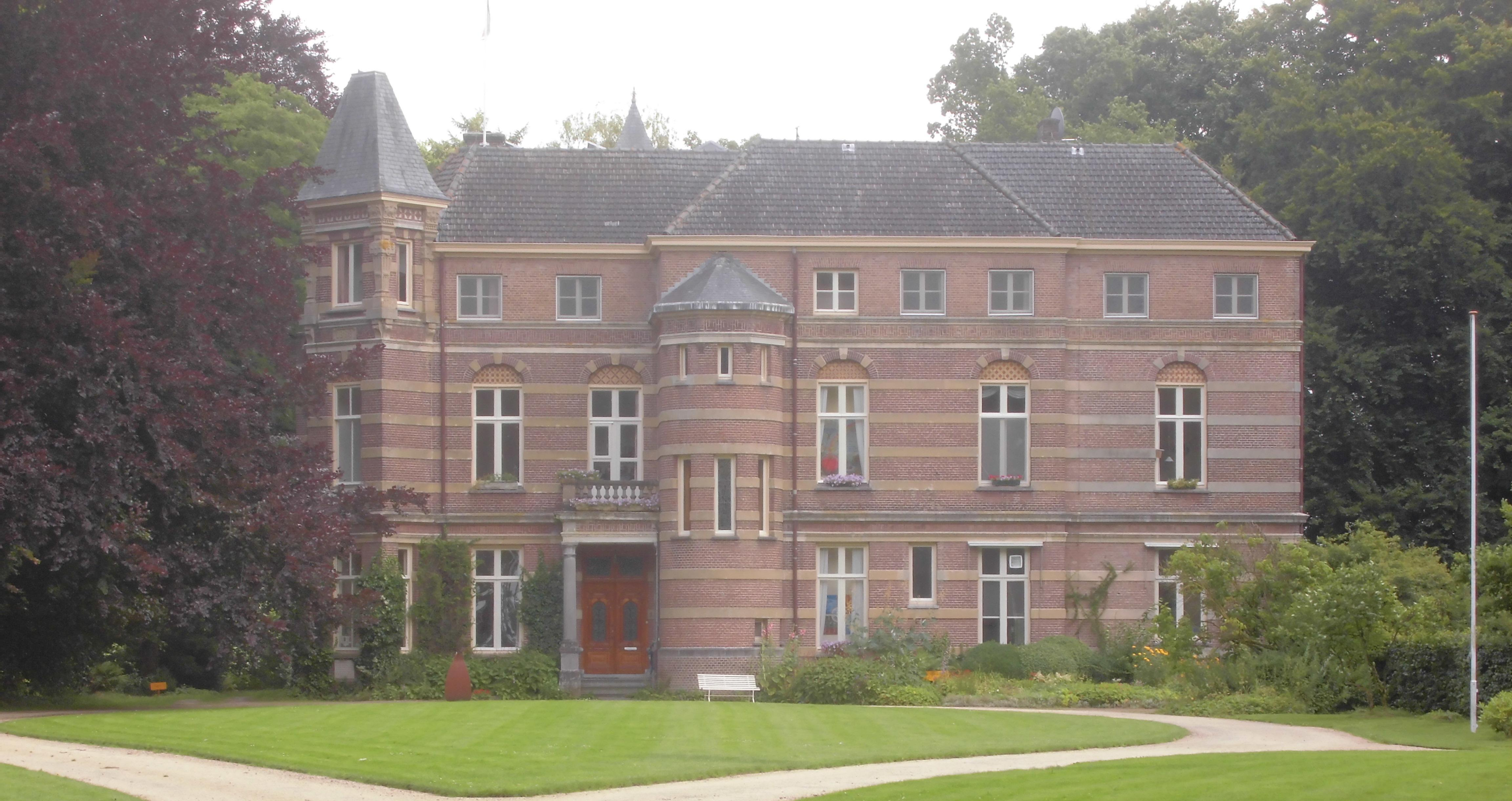
Landgoed Stoutenburg

In 1962 ging een gedeelte van het grondgebied van Stoutenburg over naar gemeente Amersfoort. Hier bevindt zich sinds de jaren zestig de wijk Schuilenburg.
Op 1 juni 1969 ging Stoutenburg op in de gemeente Leusden. In 1998 werd het Stoutenburgse gebied ten noorden van de Barneveldse Beek als Stoutenburg Noord overgeheveld naar de gemeente Amersfoort.
Stoutenburg dankt zijn naam aan een kasteel waarvan de geschiedenis teruggaat tot 1259. De opvolger daarvan, landgoed Stoutenburg, is sinds 2000 eigendom van Utrechts Landschap.